# Hovorea chica
Hovorea chica är en skalbaggsart som beskrevs av Chemsak och Noguera 1993. Hovorea chica ingår i släktet Hovorea och familjen långhorningar. Inga underarter finns listade i Catalogue of Life.